# Gärdehö
Gärdehö var en historisk skatt i Viborgs län. Den infördes 1765, uttogs senare efter mantal och avskaffades 1886. Strax före avskaffandet låg skatteuppbörden från denna skatt runt 75 000 mark per år.